# Jean-François Deniau
Jean-François Deniau (Parijs, 31 oktober 1928 – aldaar, 24 januari 2007) was een Franse ambtenaar, schrijver, politicus, diplomaat, mensenrechtenactivist en journalist. Zijn broer Xavier Deniau was ook politicus.

## Opleiding
Deniau volgde diverse universitaire studies (culturele antropologie, sociologie, rechten en politieke wetenschappen). Eind jaren veertig bivakkeerde hij enige tijd bij een partizanengroep in het toenmalige Indochina. Voorts studeerde hij aan de ENA (École nationale d'administration), een Franse topschool voor toekomstige bestuurders.

## Openbaar bestuursactiviteiten
In 1952 begon hij als ambtenaar bij de Franse overheid. In 1955 was hij betrokken bij de oprichting van de Europese Economische Gemeenschap (de voorloper van de Europese Unie) waarvoor hij het voorwoord van het oprichtingsverdrag - het Verdrag van Rome - schreef. In 1957 bekleedde hij zijn eerste ministerspost.
In 1958 ging hij bij de EEG werken als directeur buitenlandse betrekkingen van de Europese Commissie. In 1963 werd hij ambassadeur in Mauritanië en in 1967 Eurocommissaris belast met buitenlandse handel in de Commissie-Rey welke post hij in 1970 verruilde voor die van buitenlandse betrekkingen en ontwikkelingshulp in de Commissie-Malfatti. Als zodanig was hij verantwoordelijk voor de toetredingsonderhandelingen met het Verenigd Koninkrijk, Ierland, Denemarken en Noorwegen (laatste werd geen lid) en steunverlening aan ontwikkelingslanden.
Van 1973 tot 1976 was hij als bewindsman in de regering van premier Pierre Messmer actief (staatssecretaris van buitenlandse zaken en vervolgens van landbouw). Vervolgens werd hij ambassadeur in Spanje. Hij was goed bevriend met koning Juan Carlos van Spanje en speelde in dat land een rol van betekenis in de overgang naar de democratie.
Van 1977 tot 1981 was hij bewindsman in de regering van premier Raymond Barre (staatssecretaris van buitenlandse zaken, vervolgens minister van buitenlandse handelsbetrekkingen en korte tijd belast met bestuurlijke hervormingen). In 1978 werd hij in het departement Cher voor de UDF (Union pour la Démocratie Française) in het parlement verkozen. Na in 1981 zijn zetel verloren te hebben won hij deze in 1986 weer terug en behield deze tot 1997. Tijdens deze periode was hij ook lokaal politiek actief in zijn eigen departement Cher.
In 1998 keerde hij de UDF de rug toe toen deze bij de verkiezingen van vijf regiopresidenten de steun van het Front National aanvaardde.

## Overige activiteiten
Deniau hield zich ook bezig met de mensenrechten. Zo stond hij aan de wieg van de Sacharovprijs die hij in 1982 in Straatsburg tot stand bracht en die sinds 1988 jaarlijks door het Europees Parlement wordt uitgereikt. Verder reisde hij ter bestrijding van de onderdrukking van de mensenrechten velerlei landen af.
Ook verzorgde hij allerlei journalistieke bijdragen aan Le Figaro en L'Express. In 1995 volbracht hij een zeiltocht over de Atlantische Oceaan. In 1999 werd hij lid van de Académie royale de marine.
Eveneens liet Deniau op literair gebied van zich horen. Tijdens zijn leven schreef hij een veelvoud aan essays en romans. Dit resulteerde erin dat hij in 1992 werd verkozen in de prestigieuze Académie française. In 2003 richtte hij de Écrivains de Marine op waarvoor hij in 2004 de Grand Prix de la Mer ontving.
Eind 2006 werd hij lid van het erecomité van het Verdrag van Rome. Begin 2007 overleed Jean-François Deniau op 78-jarige leeftijd aan longkanker.

## Onderscheidingen
Deniau bezat drie onderscheidingen waaronder het Legioen van Eer.

## Werken
- Le Bord des larmes (1955)
- Le Marché commun (1958)
- La mer est ronde (1975)
- L’Europe interdite (1977)
- Deux heures après minuit (1985)
- La Désirade (1988)
- Un héros très discret (1989)
- L’Empire nocturne (1990)
- Ce que je crois (1992)
- Le Secret du Roi des serpents (1993)
- Mémoires de sept vies. Tome 1: Les temps aventureux (1994)
- L’Atlantique est mon désert (1996)
- Mémoires de sept vies. Tome 2: Croire et oser (1997)
- Le Bureau des secrets perdus (1998)
- Tadjoura (1999)
- Histoires de courage (2000)
- La bande à Suzanne (2000)
- L'île Madame (2001)
- Dictionnaire amoureux de la mer (2002)
- La gloire à 20 ans (2003)
- La Double Passion écrire ou agir (2004)
- La Lune et le miroir (2004)
- Le Secret du roi des Serpents (2005)
- Le grand jeu (2005)